# الفيحاء (الرقة)
الفيحاء قرية سورية تتبع ناحية مركز الرقة في منطقة مركز الرقة في محافظة الرقة. بلغ عدد سكانها 1218 نسمة في عام 2004 حسب إحصاء المكتب المركزي للإحصاء.